# 梓潼郡 (东汉)
梓潼郡，中国东汉时设置的郡。

## 建置沿革

### 东汉
建安二十二年（217年）析广汉郡置，治所在梓潼县（今属四川省绵阳市）。辖境相当今四川省广元、青川、剑阁、梓潼、江油、绵阳和陕西省宁强等市县地。西晋永嘉后与巴西郡同城而治，治所在涪县（今四川省绵阳市东），合称巴西、梓潼二郡。隋朝开皇初年废。

### 南北朝
南朝梁武帝天监六年（507年）置，郡治相如县（四川省蓬安县利溪乡）。领相如、朗池二县。属隆州。西魏废帝二年（553年）废。

### 隋唐
唐朝天宝元年（742年），改梓州为梓潼郡，治郪县（治今县城潼川镇），属剑南道。至德二年（757年），梓潼郡改属剑南道东川节度使辖区。乾元元年（758年）又改梓潼郡为梓州。

### 历任太守
- 霍峻，字仲邈，荆州南郡枝江人，建安十九年（214年）至二十二年（217年）在任。

### 史上著名人物
- 杜微，字国辅，梓潼涪人，谏议大夫。
- 尹默，字思潜，梓潼涪人，通诸经史，太中大夫。
- 李撰，字钦仲，梓潼涪人，中散大夫、右中郎将。